# Tobleroneaffären

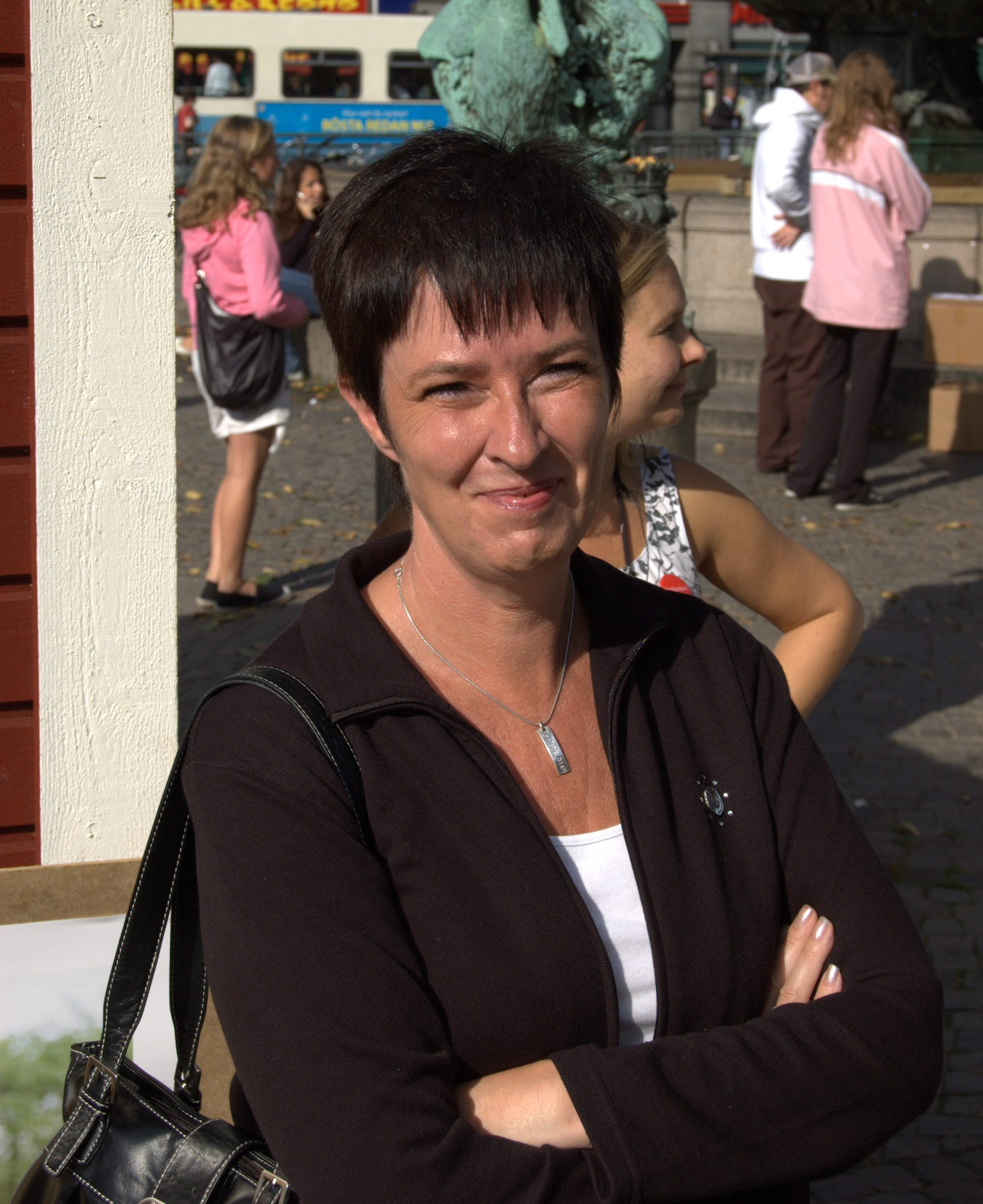
Mona Sahlin 2006.

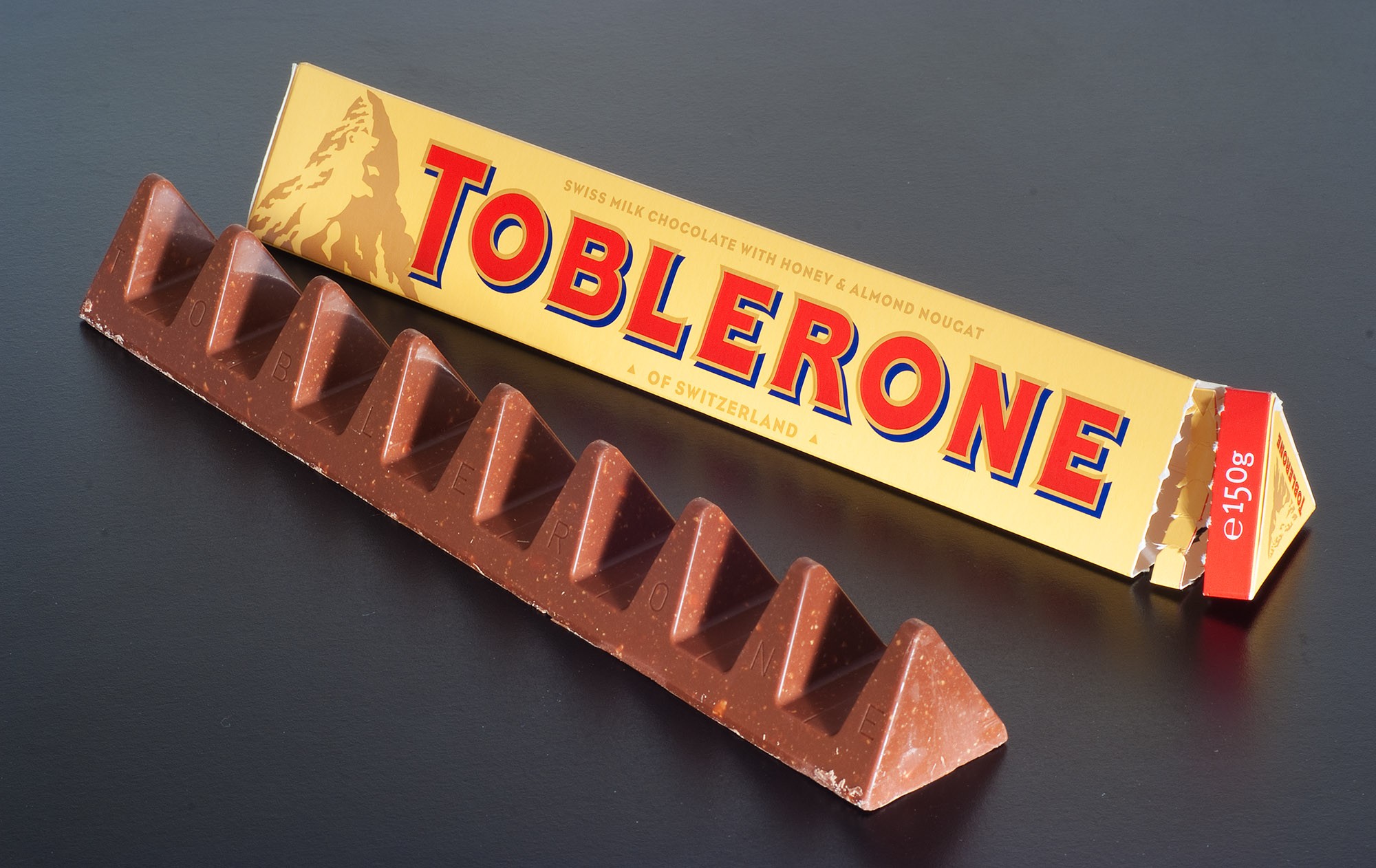
Inköpet av två Toblerone med Regeringens kontokort gav affären dess namn.

Tobleroneaffären eller Sahlinaffären var en svensk politisk skandal, vid vilken det i oktober 1995 kom till allmänhetens kännedom att den socialdemokratiska politikern Mona Sahlin under sin tid som arbetsmarknadsminister 1990–1991 vid flera tillfällen använt statens kontokort för privata utlägg. Affären resulterade dels i en förundersökning, som lades ned då inget brott kunde påvisas, dels i att Sahlin, som 1995 var vice statsminister och främsta kandidat till att ta över som partiledare för Socialdemokraterna efter Ingvar Carlsson, avgick från sin post och inte längre kandiderade till posten som partiledare.

## Affären
Inför valet av ny partiledare för Socialdemokraterna avslöjade Expressens politikreporter Leif Brännström i flera artiklar att Mona Sahlin för privata ändamål använt det kontokort hon hade tillgång till i tjänsten. Hon hade köpt varor, hyrt bilar för privat bruk samt tagit ut kontanter på kortet. Sammanlagt rörde det sig om privata utgifter till ett värde av 53 174 kronor. Bland de inköpta varorna fanns två Toblerone, vilket gav upphov till namnet tobleroneaffären. Sahlin hade lämnat in kvitton på utläggen och reglerat dessa i efterhand – men i flera fall först efter påminnelser. Mona Sahlin kallade det förskott på lönen.
Sahlin hävdade att anledningen till att hon inte hade påtalat sitt privata bruk av kontokortet, och att kostnaderna inte dragits från hennes lön, var oklara rutiner vid statsrådsberedningen. Det fanns dock, visade det sig, dels regler som föreskrev att regeringens kontokort inte fick användas för privata utlägg, dels dokument som beskrev hur man som kontoinnehavare skulle reglera utlägg av privat natur. Vid ett tillfälle förklarade Sahlin kortanvändandet med att "jag tog ut ett förskott på lönen, och det kan väl de flesta göra."  Samtidigt framkom också uppgifter om svartbetalad dagmamma, en obetald TV-licensavgift och 98 obetalda parkeringsböter av vilka 32 hade gått till kronofogden för indrivning, samt en obetald cykel hon köpt till sin dotter. Under ett försvarstal i oktober hävdade hon "Jag är baske mig ingen ohederlig person!".
Sahlins dåvarande pressekreterare Mikael Romero hävdar att Sahlin inte hade använt kontokorten på annat sätt än de övriga statsråden, och ger exempel på att reglerna var oklara och ibland hade olika innebörd beroende på var man läste. Vidare förklaras att statsråden vid flera tillfällen hade mer eller mindre varit tvungna att "ta förskott på lönen" vid representation; kortanvändandet var inte utbrett vid tiden och på restauranger var man tvungen att betala kontant. Dessa kontanter togs ut från t.ex. Bankomater och då var man tvungen att ta ut tillräckligt för att täcka alla eventualiteter. Pengarna som blev kvar efter att notan hade betalats utgjorde i praktiken ett förskott på nästa lön. Romero hävdar också att flera journalister ägnade sig åt hänsynslös drevjournalistik med ringa allmänintresse och flera gånger skrev felaktigheter.
Den förundersökning som initierades till följd av affären leddes av chefsåklagare Jan Danielsson och lades ner i början av 1996 då inget brott kunde påvisas. Efter affären visade det sig att Mona Sahlin hade betalat in 15 000 kronor för mycket och att staten med andra ord var skyldig henne pengar.
Affären inspirerade författarinnan Hanne-Vibeke Holst till boken Kronprinsessan (senare även filmatiserad som en tv-serie med samma namn).

## Händelseförlopp
Vid tidpunkten för Expressen-artikeln var Sahlin vice statsminister och hade offentligt tackat ja till att efterträda Ingvar Carlsson som partiledare.
Den 13 oktober 1995 sammanfattade Aftonbladet Tobleroneaffären på följande sätt: "Under en period på elva månader har vice statsminister Mona Sahlin lånat sammanlagt 25 229 kronor av Regeringskansliet. Lånen har inte beviljats av arbetsgivaren utan administrerats av Sahlin själv via plastkortet Eurocard. Kortet ska enligt gällande regler inte användas för privat bruk."
Dagen därpå, den 14 oktober, publicerade Göteborgs-Posten en Sifoundersökning som visade att 66 procent av befolkningen ansåg att Mona Sahlin var olämplig som statsminister. Två dagar senare, den 16 oktober, meddelade Mona Sahlin vid en presskonferens att hon skulle ta en "time-out", vilket hon förklarade ha samma innebörd som att hon inte hade för avsikt att ställa upp som partiledarkandidat "just nu".
Den 18 oktober beslutade riksåklagare Klas Bergenstrand att inleda en förundersökning mot Mona Sahlin. Brottsmisstanken gällde trolöshet mot huvudman alternativt behörighetsmissbruk och bedrägeri. Sahlin reste därefter med familjen, en assistent och två Säpo-livvakter till Mauritius. Kostnaden för att ha med assistenten och livvakterna på flyget och det femstjärniga hotellet stod staten för, vilket skapade ännu en debatt om Mona Sahlins omdöme och hantering av skattemedel.
Vid en presskonferens den 10 november meddelade hon sin avgång. Hon förklarade samtidigt att hon inte längre kandiderade till posten som partiledare för socialdemokraterna inför partiledarvalet i mars 1996. Efter att bland andra Jan Nygren avböjt valberedningens sonderingar, föll valet på Göran Persson.
Den 11 januari 1996 beslutade åklagaren att lägga ner förundersökningen mot Mona Sahlin. Chefsåklagare Jan Danielsson ansåg att han inte kunde styrka brott eftersom reglerna om hur regeringens kontokort fick användas hade varit otydliga. Beslutet kritiserades av många jurister, bland annat av juridikprofessorn Christian Diesen.[källa behövs]